# Elite Women’s Hockey League 2009/10
Die Saison 2009/10 war die sechste Spielzeit der Elite Women’s Hockey League, einer Fraueneishockeyliga. Im sechsten Jahr ihres Bestehens nahmen zwischen dem 6. September 2009 und 16. Januar 2010 insgesamt sechs Mannschaften aus Österreich, Italien, Slowenien, Deutschland und der Slowakei teil. Der sechste Meister der Liga wurde der ESC Planegg/Würmtal, der damit als erster deutscher Teilnehmer den Titel gewann.
Der Titelverteidiger HC Slavia Prag und Vizemeister OSC Berlin verzichten aus finanziellen Gründen auf die Teilnahme. Agordo Hockey kehrte nach dem kurzfristigen Ausscheiden zu Beginn der letzten Saison zurück. Eine Mannschaft aus Kroatien verzichtete – ebenso wie aus Tschechien – erstmals seit dem Ligabeitritt des Landes auf eine Teilnahme.

## Modus
Die sechs Teilnehmer spielten in einer eineinhalbfachen Runde im Ligasystem die Plätze aus, sodass jede Mannschaft 15 Partien austrug. Somit trafen zwei Mannschaften dreimal im Saisonverlauf aufeinander. Die Mannschaft mit den meisten Punkten gewann am Ende den Titel. Für einen Sieg erhielt eine Mannschaft drei Punkte, bei einem Sieg nach Verlängerung zwei Punkte. Die unterlegene Mannschaft erhielt nach der regulären Spielzeit keine Punkte, bei einer Niederlage nach Verlängerung jedoch einen Punkt.

## Abschlusstabelle
| Pl. | Mannschaft             | Land        | Sp | S  | OTS | OTN | N  | Tore    | Punkte |
| 1.  | ESC Planegg/Würmtal    | Deutschland | 15 | 12 | 0   | 0   | 3  | 070: 40 | 36     |
| 2.  | EC The Ravens Salzburg | Osterreich  | 15 | 10 | 0   | 0   | 5  | 107: 49 | 30     |
| 3.  | EHV Sabres Wien        | Osterreich  | 15 | 8  | 0   | 0   | 7  | 084: 56 | 24     |
| 4.  | HC Slovan Bratislava   | Slowakei    | 15 | 7  | 0   | 0   | 8  | 050: 54 | 21     |
| 5.  | HDK Maribor            | Slowenien   | 15 | 5  | 0   | 0   | 10 | 046: 80 | 15     |
| 6.  | Agordo Hockey          | Italien     | 15 | 3  | 0   | 0   | 12 | 048:126 | 9      |

## Beste Scorerinnen
Abkürzungen: Sp = Spiele, T = Tore, V = Vorlagen, SM = Strafminuten; Fett: Saisonbestwert
| Spieler              | Team     | Sp | T  | V  | Punkte | SM |
| -------------------- | -------- | -- | -- | -- | ------ | -- |
| Eva-Maria Schwärzler | Salzburg | 14 | 27 | 33 | 60     | 6  |
| Meghan Fardelmann    | Salzburg | 15 | 22 | 20 | 42     | 32 |
| Sam Hunt             | Wien     | 14 | 24 | 15 | 39     | 22 |
| Elyse Cole           | Salzburg | 15 | 25 | 10 | 35     | 26 |
| Pia Pren             | Maribor  | 15 | 18 | 15 | 33     | 8  |
| Jasmina Rošar        | Maribor  | 15 | 12 | 16 | 28     | 14 |
| Esther Kantor        | Wien     | 9  | 10 | 17 | 27     | 37 |
| Janine Weber         | Wien     | 14 | 15 | 11 | 26     | 8  |
| Kerstin Oberhuber    | Salzburg | 15 | 7  | 16 | 23     | 36 |
| Eleonora Dalprà      | Agordo   | 11 | 13 | 9  | 22     | 50 |

## Meisterkader des ESC Planegg
| EWHL-Meister ESC Planegg | Tor: Julia Klose, Susanne Seeßle, Julia Zorn Abwehr: Vroni Angermeier, Julia Dillabough, Anna-Maria Fiegert, Jessica Hammerl, Ronja Richter, Ines Strohmair, Betty Tatzel, Tamara Wolf Angriff: Monika Bittner, Katja-Lisa Engel, Bettina Evers, Michaela Gritl, Bernadette Karpf, Sophie Kratzer, Michaela Lanzl, Franziska Meinicke, Monika Pink, Sandra Rumswinkel, Lisa Schuster, Kerstin Spielberger, Stefanie Wiesmann, Julia Zorn Trainerstab: Michael Lehmann |

## Auszeichnungen
Spielertrophäen
| Auszeichnung     | Spieler    | Team                |
| ---------------- | ---------- | ------------------- |
| Beste Torhüterin | Julia Zorn | ESC Planegg/Würmtal |

All-Star-Team
| Angriff:      | Lisa Schuster (Planegg) – Sam Hunt (Wien) – Eva-Maria Schwärzler (Salzburg) |
| Verteidigung: | Kiira Dosdall (Wien) – Kerstin Oberhuber (Salzburg)                         |
| Tor:          | Susanne Seeßle (Planegg/Würmtal)                                            |